# الجامع الأعلى الكبير (حماة)
الجامع الأعلى الكبير في حماة يعد من أجمل الأوابد والصروح الأثرية التي تفتخر بها مدينة حماة, لما يمتاز به من جمال وهيبة وما مر عليه من حضارات متعددة, ولأنه يعد خامس مسجد في الإسلام, لذلك يمكن اعتباره لؤلؤة حماة؛ تلك المدينة الغنية بمساجدها التاريخية مثل جامع النوري و جامع أبي الفداء.
تظهر في هذا الجامع آثار ثلاث حضارات متغايرة في اللغة والعنصر والدين هي: الوثنية - المسيحية - الإسلام.

## موقع الجامع
يقع الجامع الكبير في محلة المدينة في مدينة حماة بالقرب من القلعة من جهة الغرب.

## أهم معالمه
من أهم معالمه:
- المئذنة الجنوبية: وهي مربعة الشكل وتحوي كتابات عربية بالخط الكوفي, وتتميز بشكلها الرائع رغم أنه لم يبق إلا نصفها.
- المئذنة الشمالية: وهي مثمنة الشكل وتقوم بصدر الرواق الشمالي, بنيت في العهد المملوكي عام 1427 م (انظر الصورة اليسرى).
- المنبر الخشبي المزخرف: تم بناؤه من قبل زين الدين كتبغا سنة 701 هجري, وهو آية في الروعة والجمال من حيث حفره ونقشه وتطعيمه بالصدف الدقيق الناصع المجزأ إلى أشكال هندسية دقيقة .
- ضريح الملكين الأيوبيين: المنصور وابنه المظفر وتابوتيهما الخشبيين.
- قبة الخزنة: التي تنتصب في صحن الجامع على ثمانية أعمدة وتحتها بركة صغيرة وتم نشييدها بناءً على أوامر الخليفة عمر بن الخطاب حفاظاً على أموال المسلمين.

## تاريخ الجامع
يعد الجامع الأعلى الكبير خامس مسجد في الإسلام
مر هذا الجامع بعدة مراحل هي:
- مرحلة المعبد الأولى: وجد الباحثون والدارسون أن هناك دلائل تشير إلى أن موقع الجامع قبل عام 250 م كان معبداً للإله جوبيتر, وأبرز هذه الدلائل هي وجود كتابتين باللغتين الحثية والهيروغليفية كانتا موجودتين على حجرين في منتصف الواجهة الجنوبية للحرم وتم نقلهما إلى متحف أسطنبول خلال فترة الحكم العثماني.
- مرحلة المعبد الثانية: في فترة الحكم الروماني ازدهرت مدينة حماة ازدهاراً واضحاً وبخاصة في القرنين الثالث والرابع الميلادي، ولقد تلقى المعبد الكبير عدة هبات وإضافات وترميمات ففي عام 250 م تمت إشادة الجدار الجنوبي والجدار الشرقي للحرم والمدخل الشمالي.
- مرحلة الكنيسة: في عهد الإمبراطور قسطنطين /306-377م/ ظهرت المسيحية علناً, فتم تحويل المعبد إلى كنيسة عام 350 م انسجاماً مع دين الدولة الجديد.
- المرحلة الرابعة (المسجد): عندما فتح الصحابي الجليل أبو عبيدة بن الجراح مدينة حماة صلحاً عام 17 هجري, قام بعدة أعمال منها تحويل الكنيسة إلى مسجد.

وفي عهد الخليفة عمر بن الخطاب تم بناء قبة الخزنة في مسجد البصرة بأمر منه حفاظاً على المال في المساجد الجامعة بعد سرقته من مسجد البصرة نفسه, ومن ثم بنيت ثلاث قباب أخرى مماثلة في مساجد القدس و دمشق و حماة, وهذه القبة تقع في فسحة من الجنوب الغربي للمصلى الصيفي الملاصق للحرم وتركز على ثمانية أعمدة كلسية وأسطوانية رشيقة تعلوها تيجان كورانثية بطبقتين من أوراق الأكانتس الذي يتمايل في انسياب حلزوني رقيق وتضم أعمدة القبة بين قواعدها فسقية مثمنة الشكل صارت تستخدم مؤخراً للإضاءة.
وفي عهد نور الدين زنكي تم بناء المئذنة الجنوبية وهي المئذنة المربعة.
وفي عام 701 هجري تم بناء أعمدة الحرم الثمانية التي تحمل السقف كما تم بناء المنبر الخشبي الثمين المطعم بالنقوش.
وفي عام 763 هجري تم بناء الناعورة المحمدية مع قناتها المحمولة على اثنتين وثلاثين قنطرة في موقع باب النهر لنقل مياه نهر العاصي إلى الجامع الكبير وعلى وجه القنطرة العاشرة بعد الناعورة توجد كتابة تؤرخ لهذا الحدث.
وفي عام 823 هجري تم بناء الرواق الشرقي من قبل إبراهيم الهاشمي وهذا الرواق يدعى اليوم الحرم السعدي (السعدية).
وفي عام 825 هجري تم بناء المئذنة بزخارفها ونقوشها الجميلة من قبل إبراهيم الهاشمي.
تهدم الجامع عام 1982 م في أحداث حماة, وأعيد بناؤه كما كان في الماضي عام 1991 م.

## روابط خارجية
- المعالـم الأثرية والتاريخية في مدينة حماة